# D'Yveshoeve

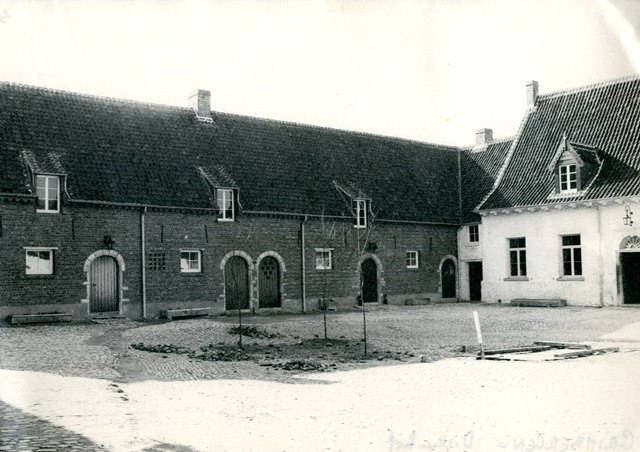
De d'Yveshoeve in maart 1972

Het Pachthof d'Yveshoeve is een vierkantshoeve uit de 18e eeuw gelegen aan de Maalbeek in Grimbergen.  Het was een der pachthoeven die tot het kasteel Paddenborch behoorde. De hoeve dankt haar naam aan de familie d'Yve. Andere benamingen die men terugvindt, zijn Dievenpachthof, Hof van Liekercke en De Beuckeleer. 
Van 1921 tot 1927 woonde toenmalig burgemeester Theophiel Verhasselt in de d'Yveshoeve.  Toen in 1929 de hoeve te koop stond, hebben Jozef Janssens en zijn echtgenote Louise Brion de hoeve aangekocht. De hoeve werd door de familie Janssens, die ze tot in 1968 uitbaatte, opgeknapt en onderhouden.
In 2019 werd een beheersplan goedgekeurd door het Agentschap Onroerend Erfgoed.
Thans doet de hoeve dienst als een reeks feestzalen (Salons de Romrée).

## Fotogalerij

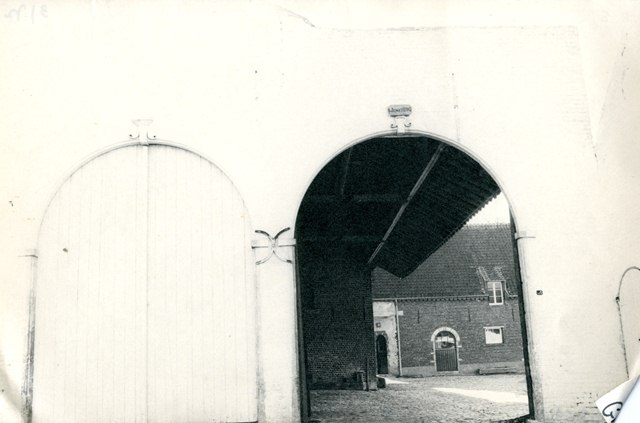
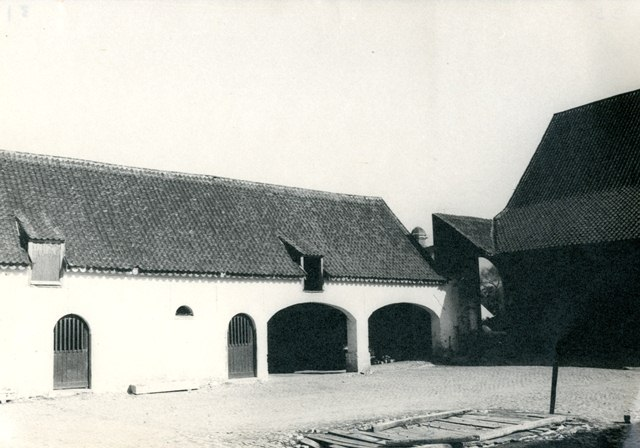
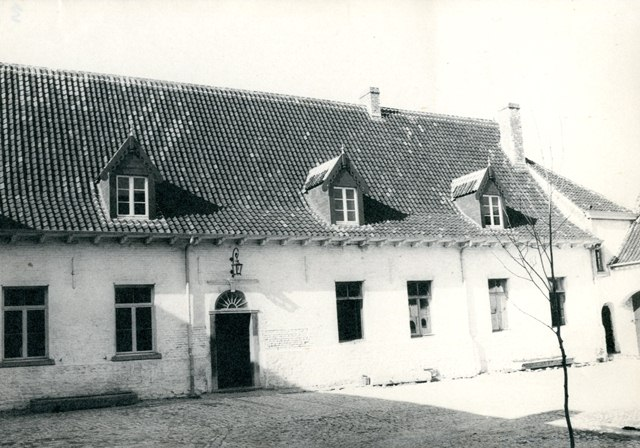
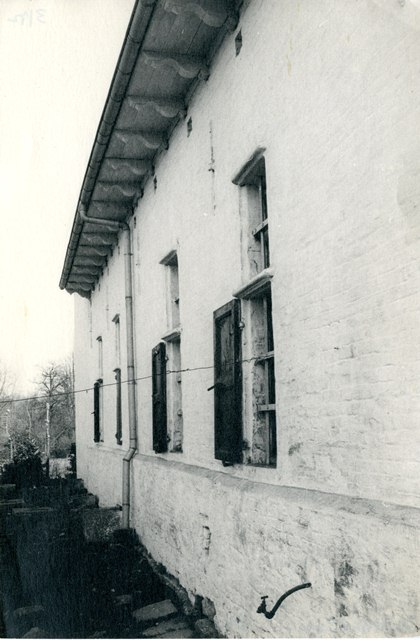
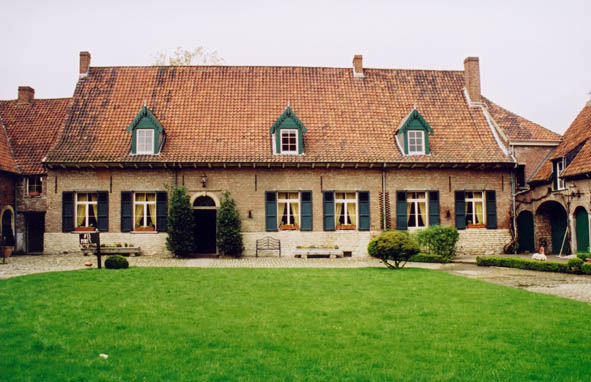